# Südtiroler Volkspartei
De Südtiroler Volkspartei (Nederlands: Zuid-Tiroler Volkspartij) is een Italiaanse partij die opkomt voor de rechten van de Duits- en Ladinisch sprekende meerderheid in Zuid-Tirol, dat na de Eerste Wereldoorlog door Italië geannexeerd werd. De SVP is in het Italiaans parlement vertegenwoordigd met drie leden in de Kamer van Afgevaardigden en twee leden in de Senaat. De SVP is verbonden met de centrumlinkse coalitie De Unie.
De SVP kent geen officiële ideologie en staat open voor alleen Duits- en Ladinischsprekenden in Zuid-Tirol, los van hun levensbeschouwing of politieke overtuiging. Men kent een sociale vleugel, een economische vleugel (van ondernemers), een patriottische vleugel, een milieubewuste vleugel, enz. Voor vrouwen, mannen, senioren en jeugdigen zijn er afdelingen binnen de SVP. Men zorgt er zorgvuldig voor dat geen enkele ideologie of groepering binnen de partij de overhand krijgt. Er bestaan (oude en) levendige contacten met de Duitse CDU, CSU en SPD, alsook met de Oostenrijkse ÖVP en SPÖ.

## Geschiedenis
De SVP werd op 8 mei 1945 opgericht door leden van het voormalig Zuid-Tirols verzet (Andreas Hofer Bond), die zich vanaf 1939 verzet hadden tegen de vrijwillige etnische zuivering van Zuid-Tirol. In dat jaar sloten Hitler en Mussolini een akkoord, op grond waarvan de Zuid-Tirolers moesten kiezen tussen vrijwillige emigratie naar Duitsland (Option) of gedwongen assimilatie in Italië (Dableiben). Omdat de SVP gesticht werd door Dableiber en vanaf het begin een antifascistische achtergrond had, werd zij meteen na de oorlog erkend als legitieme politieke partij. Optanten traden vrij snel daarna ook toe tot de SVP, waardoor ze een brede eenheidspartij voor de Duitse volksgroep in Zuid-Tirol werd.
In het begin streefde de SVP aansluiting bij Oostenrijk na. In 1946 overhandigde de SVP 155.000 handtekeningen aan de Oostenrijkse minister van Buitenlandse Zaken Leopold Figl om de herenigingsplannen kracht bij te zetten. Hereniging met Oostenrijk bleef echter uit en nadien richtte de SVP zich op de Duits- en Ladinischsprekenden in Zuid-Tirol. In 1946 verkreeg Zuid-Tirol regionale autonomie en bij de eerste provinciale verkiezingen in 1948 verkreeg de SVP meer dan de helft van de stemmen. In hetzelfde jaar werd de SVP'er Karl Erckert tot Landeshauptmann benoemd (in 1952 herkozen). De SVP is sinds 1948 ononderbroken aan de macht in Zuid-Tirol. In 1972 was het mede te danken aan de SVP dat Zuid-Tirol een nog grotere autonomie kreeg.
De huidige voorzitter (Obmann) van de SVP is, sinds 2014, Philip Achammer.

## De SVP opEuropeesniveau
De SVP maakt deel uit van de christendemocratische Europese Volkspartij. Voor de Europese verkiezingen van 2004 sloot de SVP zich aan bij de Olijfboomcoalitie met als voorwaarde dat als de SVP-kandidaat op de kieslijst van de Olijfboomcoalitie meer dan 50.000 stemmen zou krijgen, hij ook in het Europees Parlement zitting mocht nemen. De kandidaat, Michl Ebner, verwierf 93.169 stemmen en werd in het Europees parlement gekozen.
Europarlementariërs van de SVP:
- Joachim Dalsass (1979-1994)
- Michl Ebner (1994-2009)
- Herbert Dorfmann (sinds 2009)

## Voorzitters(Obmänner)sinds1945
- Erich Amonn — 1945-1948
- Josef Menz — 1948-1951
- Toni Ebner — 1951-1952
- Otto Guggenberg — 1952-1954
- Karl Tinzl — 1954-1956
- Toni Ebner — 1956-1957
- Silvius Magnago — 1957-1991
- Roland Riz — 1991-1992
- Siegfried Brugger — 1992-2004
- Elmar Pichler Rolle —  2004-2009
- Richard Theiner — 2009-2014
- Philipp Achammer — sinds 2014

## Partijkrant
De partijkrant van de SVP heet Zukunft in Südtirol (ZiS, Toekomst in Zuid-Tirol).

## Uitslagen
| Jaar | parlement                       | %         | zetels[1] |
| ---- | ------------------------------- | --------- | --------- |
| 1992 | Kamer van Afgevaardigden Senaat | 0,51      | 3         |
| 1994 | Kamer van Afgevaardigden Senaat | 0,60 0,66 | 3         |
| 1996 | Kamer van Afgevaardigden Senaat | -         | 3 2       |
| 2001 | Kamer van Afgevaardigden Senaat | -         | 3         |
| 2001 | Kamer van Afgevaardigden Senaat | 0,48 0,34 | 4 2       |
| 2006 | Kamer van Afgevaardigden Senaat | 0,48 -    | 4 3       |
| 2008 | Kamer van Afgevaardigden Senaat | 0,41 -    | 2 3       |

- [1]Van 1948 tot 1987 had de SVP altijd 3 afgevaardigden in de Kamer van Afgevaardigden en 2 senatoren.